# Stephanie Tency
Stephanie Tency (Amstelveen, 12 december 1990) is een Nederlandse actrice, presentatrice, model en ondernemer. Ze verwierf bekendheid als winnares van Miss Universe Nederland 2013 en vertegenwoordigde Nederland tijdens de Miss Universe-verkiezing in datzelfde jaar.

## Levensloop

### Jeugd en opleiding
Tency studeerde modestyling en media aan de Akademie Vogue in Amsterdam. Naast haar studie begon ze als model en maakte ze haar eerste optredens op de Nederlandse televisie. Ze presenteerde voor RTL 4 gesponsorde programma's zoals Trips & Travel en LifestyleXperience.

### Carrière
Na haar verkiezing tot Miss Noord-Holland werd Tency op 10 december 2012 gekroond tot Miss Nederland 2013. In november van dat jaar vertegenwoordigde zij Nederland tijdens de Miss Universe-verkiezing in Moskou, waar ze de 17e plaats behaalde.
Na haar periode als Miss Nederland verlegde Tency haar focus naar televisie. Ze werd in 2016 vaste assistente in het programma Rad van Fortuin, dat werd gepresenteerd door André Hazes jr. en uitgezonden op SBS6. In 2018 richtte ze haar eigen productiebedrijf op, Tency Productions, waarmee ze programma's produceerde voor onder andere RTL 4, Videoland en SBS 6. Onder haar leiding werden programma's als Het Spaanse Leven, Roadtrip Curaçao, Hart van Goud, De Gouden formule en The Dutch Way gemaakt.

### Documentaire en plastische chirurgie
In 2024 was Tency te zien in KRO-NCRV's 3Doc-documentaire Misslukt, waarin zij sprak over haar ervaringen met plastische chirurgie. Naar aanleiding van haar deelname aan schoonheidswedstrijden onderging ze verschillende cosmetische ingrepen, waaronder borstvergrotingen en behandelingen met botox en fillers. In de documentaire uitte ze haar zorgen over de risico’s van plastische chirurgie en pleitte ze voor zelfacceptatie. Ze benadrukte de gevaren, vooral voor jonge vrouwen. Eind november 2024 maakte ze bekend dat ze haar borstimplantaten met spoed had laten verwijderen, volgens de KRO-NCRV omdat ze erg ziek was geworden van de implantaten.

### Goede doelen
Tency is betrokken bij verschillende goede doelen, ze fungeert als ambassadeur voor de stichtingen Free a Girl en Energy4All.